# Ерік Влчек
Ерік Влчек  (словац. Erik Vlček, 29 грудня 1981) — словацький веслувальник, олімпійський медаліст.

## Виступи на Олімпіадах
| Олімпіада           | Дисципліна                     | Місце |
| ------------------- | ------------------------------ | ----- |
| Сідней 2000         | байдарка-четвірка, 1000 метрів | 4     |
| Афіни 2004          | байдарка-четвірка, 1000 метрів | 3     |
| Пекін 2008          | байдарка-четвірка, 1000 метрів | 2     |
| Лондон 2012         | байдарки-двійки, 1000 метрів   | 8     |
| Лондон 2012         | байдарки-четвірки, 1000 метрів | 6     |
| Ріо-де-Жанейро 2016 | байдарки-двійки, 1000 метрів   | 8     |
| Ріо-де-Жанейро 2016 | байдарки-четвірки, 1000 метрів | 2     |
| Токіо 2020          | байдарки-четвірки, 500 метрів  | 3     |